# Định lý cộng hàm cầu điều hòa
Trong toán học, định lý cộng hàm cầu điều hòa, còn gọi là định lý cộng Legendre, được phát biểu như sau:
Nếu góc γ được định nghĩa thông qua {θ1,φ1} và {θ2,φ2} bằng: 
cos(γ) = cos(θ1)cos(θ2) + sin(θ1) sin(θ2) cos(φ1 - φ2)
Thì đa thức Legendre với biến γ sẽ thỏa mãn:

| {\displaystyle P_{l}(\cos \gamma )\,} | {\displaystyle ={\frac {4\pi }{2l+1}}\sum _{m=-l}^{l}(-1)^{m}Y_{l}^{m}(\theta _{1},\phi _{1})Y_{l}^{-m}(\theta _{2},\phi _{2})}                                                             |
|                                       | {\displaystyle ={\frac {4\pi }{2l+1}}\sum _{m=-l}^{l}Y_{l}^{m}(\theta _{1},\phi _{1}){\overline {Y}}_{l}^{-m}(\theta _{2},\phi _{2})}                                                       |
|                                       | {\displaystyle =P_{l}(\cos \theta _{1})P_{l}(\cos \theta _{2})+2\sum _{m=1}^{l}{\frac {(l-m)!}{(l+m)!}}P_{l}^{m}(\cos \theta _{1})P_{l}^{m}(\cos \theta _{2})\cos {m(\phi _{1}-\phi _{2})}} |

Ở đây, {\displaystyle P_{l}\,} và {\displaystyle P_{l}^{m}} là đa thức Legendre và đa thức Legendre liên quan.
Định lý này được chứng minh bằng việc dùng hàm Green cho tổng các hàm điều hòa cầu và cân bằng tổng này với hàm sinh của đa thức Legendre.